# Russisk-japanske krig
 Der er for få eller ingen kildehenvisninger i denne artikel, hvilket er et problem. Du kan hjælpe ved at angive troværdige kilder til de påstande, som fremføres i artiklen.

Den russisk-japanske krig var en konflikt mellem Rusland og Japan om de to landes imperialistiske ambitioner i Asien. Krigen begyndte i februar 1904 og blev afsluttet i september året efter. Rusland blev påført en række nederlag i konflikten og måtte give Japan indrømmelser ved fredsslutningen i Portsmouth i New Hampshire; blandt andet kontrollen over Korea. Internationalt vakte det stor opsigt, at en asiatisk nation kunne slå en europæisk.

## Begivenhedsforløbet
Krigen indledtes ved, at admiral Togo natten mellem 8.–9. februar 1904 overfaldt de russiske krigsskibe uden for den russiske flådebase Port Arthur i Manchuriet og dagen efter ved Chemulpo krydseren »Varjag« og kanonbåden »Korejec«. Den officielle krigserklæring fra Japan kom dog først to dage efter.
Japans hær talte i alt 13 linje-divisioner, 2 rytteri- og artilleribrigader, 13 reservebrigader og besætningstropper, i alt ca. 270.000 mand. Af ældre uddannet mandskab havde man ca. 288.000 mand. Et hovedkvarter under kejserens kommando dannede overkommandoen. Soldaterne var godt uddannede og meget patriotiske, officererne krigsvante, og deres hjælpere uddannede i vestens generalstabsskoler eller af den tyske general von Meckel fra 1889 forstander for generalstabsskolen i Tokyo.
Rusland rådede i 1902 i østen over 2 sibiriske armékorps, hvilke i 1903 blev forstærket med 2 skyttebrigader og 2 brigader, mens en tredje var undervejs, i alt 88.000 mand. De var anbragte omkring Port Arthur og Vladivostok og stod under befaling af vicekonge, admiral Alexejev. Mandskabet var dårligt uddannet, og officererne uvante med at handle på egen hånd eller til at tage tiden i betragtning.
Efter at alle tropper i begyndelsen af februar var mobiliseret, dannedes 3. armékorps, deraf 1 i Vladivostok, 3 i Port Arthur, 2 syd for Liaoyang. Til overgeneral udnævntes krigsminister Kuropatkin, men han var underlagt vicekongen; han forefandt ved sin ankomst »et østdetachement«, general Sassulitsch på ca. 16.000 mand ved Yalu-floden, mens 2 divisioner endnu stod mellem Yinkou og Liaoyang.
1. japanske armé (3 divisioner under Kuroki) var imidlertid efter mobilisering den 5. februar efterhånden blevet overført til forskellige steder i Korea, hvis hovedstad Seoul allerede den 10. februar blev besat. Kuroki rykkede efter store vanskeligheder ved landsætningen nordpå og samlede sin hær den 4. april ved Andschu, da en avantgarde med brotræn var sendt til Yalu-floden. Den angrebes 28. marts af rytterbrigaden Mischtschenko, der dog kastedes til Widschu, hvortil japanerne forfulgte den. Hele 1. armé indtraf 11.—20. april ved Yalu-floden. Russerne søgte nu at forhindre en overgang navnlig ved Antun, der befæstedes, og hvor reserven anbragtes. Fronten og venstre fløj var derimod kun svagt besat, da Kuroki holdt sin hovedstyrke godt skjult.
Den 26. april begyndte japanerne at anlægge broer over Yalu; det russiske artilleri søgte at ødelægge dem, men røbede derved sin standplads, der den 30. april hurtigt ødelagdes af det overlegne japanske artilleri. Kurokis divisioner gik over floden og indtog den næste nat en stilling lige over for bifloden Aiho, på hvis vestlige bred 6 bataljoner havde nedgravet sig. Angrebet på den russiske stilling åbnedes 1. maj kl. 7, og to timer senere var den taget med ringe tab. Japanerne mistede kun 1.070 mand, russerne derimod ca. 2.400 samt 16 kanoner og 8 maskingeværer. De trak sig tilbage til bjergpassene i retning af Liaoyang, mens Kuroki kun kom til Fenghoangtscheng, hvor hæren forblev. Den trådte i forbindelse med en ny division, som 19. maj var landsat ved Takuschan og 8. juni nåede Siuyen.
Japanerne havde imens landsat en 3. armé, Nogi, der skulle angribe Port Arthur, mens 2., general Oku, skulle dække ham mod et angreb nord fra. Kuropatkin mente først at måtte vente med sin offensiv til 1. august, når der var tilført ham yderligere forstærkninger, men zaren beordrede ham at begynde den snarest, og han valgte at angribe Oku først, skønt alt talte for, at Kuroki var i en vanskelig stilling lige over for general Keller, som 15. maj havde afløst Sassulitsch og i alt rådede over 40 bataljoner og 40 eskadroner og let kunne forstærkes fra hovedgruppens 100 bataljoner og 70 eskadroner mellem Liaoyang og Haitscheng. Kuropatkin ville for at hjælpe Port Arthur først angribe 2. armé, der kun observeredes af ryttergeneral Samsonov med en ringe styrke. Han fik kun tilført 1. armékorps og 5 kosakregimenter under general Stackelberg, da man frygtede yderligere landgang ved Yinkou. Først midt i juni var Stackelbergs mandskab samlet ved Wafangu, og her led han 15. juni et nederlag, der kostede ca. 3.000 mand, medens Oku kun mistede 1.270. Det japanske artilleri stod skjult, russernes åbent; de lærte først senere at skjule sig. Stackelberg kom efter en besværlig retræte 20. juni til Kaiping, men fornyede angreb opgaves foreløbig.
Japanerne havde således fremdeles initiativet, og hovedkvarteret i Tokyo befalede, at 1. og 2. armé, mellem hvilke 4. armé, Nodzu (foreløbig kun 1 division i Siuyen), dannede forbindelsen, skulle rykke koncentrisk frem mod Liaoyang, der befæstedes af russerne. Det tog seks uger, inden 1. og 4. armé under heftige kampe med Keller, som allerede i maj forgæves havde grebet offensiven, havde erobret bjergpassene i Fengschuiling bjergene.
I vest rykkede Oku også kun småt frem, men han erobrede dog 27.—30. juni flere pas, så at fremrykningen mod Kaiping kunne begynde 6. juli. Stackelberg havde besat Kaiping med 2 armékorps, men den opgaves efter kampe 9. juli. Marschal Oyama, udnævnt til øverstbefalende, indtraf 14. juli i Dalny og skulle nu lede den videre fremrykning, medens Kuropatkin, der stadig modtog store forstærkninger fra Europa, tænkte på at optage en afgørende kamp ved Haitscheng, som befæstedes, for at forbindelsen med Yinkous vigtige havn kunne bevares. Den faldt dog 26. juli med store beholdninger i japanernes hænder; forgæves havde general Sarubajev med betydelige kræfter fået ordre til at standse Oku ved Taschitsao for at forhindre det. Han ydede her 24. juli heftig modstand, men forlod stillingen natten efter for uhindret at nå Haitscheng.
Imens var også Kuroki rykket frem under stadige kampe, således ved Yushuling-Pjelin 30. og 31. juli og 31. ved Yangtselin, hvor General Keller faldt. Russerne gik tilbage over Langho, der foreløbig standsede Japanerne.
I vest fortsatte 2. og 4. armé ligeledes deres fremrykning og havde sidstnævnte dag en hård kamp at bestå ved Simutscheng med Sassuiitsch's armékorps, men begge hære rykker dog 2. august til foran Haitscheng, som Kuropatkin nu frivillig opgav, så den 2 dage senere blev besat. Oyama havde altså kastet de russiske kræfter til Liaoyang, hvorfra 2. og 4. armé var 56 og 1. 40 km fjernede. Kampen måtte dog opsættes 3 uger på grund af manglende forsyning og regnvejr. Kuropatkin ville lade det komme til en hovedafgørelse ved Liaoyang; han mente endelig at kunne slå japanerne, da han var blevet dem betydelig overlegne; i alt rådede han over 199 bataljoner, 150 eskadroner, 592 kanoner, hvoraf dog kun henholdsvis 160, 122 og 530 kunne deltage i kampen, i alt ca. 150.000 mand, mens japanernes 3 hære kun talte 116 bataljoner, 33 eskadroner, 446 kanoner (deraf 68 sværere), i alt 112.000 mand. Selve byen, der lå ved floden Taitseho, var omgivet af en 9 m høj mur, og desuden var der anlagt 16 værker på den sydlige bred. Feltstillinger var yderligere anlagte dels i syvest, dels i syd og sydøst, hvor de sluttede sig til floden. Foreløbig besatte dog korpsene længere fremskudte stillinger ved Anschanchan og Liandiasan, hvor Kuropatkin først ville optage kampen. Nogen fast plan havde han dog ikke. Overlegenheden i styrke opfordrede ham stærkt til at angribe Kuroki, der var 35 km skilt fra 2. og 4. armé. Vicekongen, som stadig havde været uenig med Kuropatkin, opfordrede ham ivrigt dertil, men han holdt bestemt på en defensiv optræden, idet han overvurderede japanerne. Således begyndte slaget ved Liaoyang under uheldige auspicier for russerne, thi en fast vilje og klarhed i opfattelse eller ordregivning manglede.
Således gav Kuropatkin 23. august i strid med tidligere befalinger bestemt ordre om, at hovedkampen skulle optages i den nævnte fremskudte stilling. Japanerne derimod, der måtte angribe, lededes med dristighed og efter en bestemt plan. Så snart vejret bedredes, befalede Oyama, at alle tre hære til 28. august skulle sætte sig i besiddelse af de russiske fremskudte stillinger. Om disse kæmpedes i dagene 24.—27., navnlig heftig på østfronten. Russernes venstre fløj blev kastet, og det bevirkede deres tilbagegang til hovedstillingen nærmere Liaoyang; den gik fra Siapu ved Taitseho over Zofantun til Majetun ved jernbanen; store reserver stod ved Liaoyang, rytteri ved Pensiho. Slaget, der varede fra 30. august til 3. september, kan kun skildres i sine hovedtræk. Mens 2., 4. og halvdelen af 1. armé i 2 dage forgæves angreb den russiske stilling og efter dennes opgivelse selve fortlinjen, gik den anden halvdel af 1. armé over Taitseho ved Kvantun og nåede en stilling nord for Taitseho og angreb derfra den russiske, særlig ved Sykvantun, hvad der kostede mange tab.
Kurokis styrker var her udsatte for stor fare, thi meldingen om deres forvovne angreb bevirkede, at Kuropatkin sendte besætningen, østafdelingen (2 armékorps under general Bilderling), 3 andre til hjælp, for at knuse dem, medens vestafdelingen, Sarubajev, fremdeles skulle holde ud i syd. Det store modangreb, hvori også nye tropper under general Orlov skulle deltage fra Yentai kulgruber, løb dog ud i sandet, mens japanerne, der var forstærkede med en brigade, stadig greb offensiven. Det skulle have været gentaget 3. september, men da så Sarubajev meldte, at Liaoyang var opgivet, og korpscheferne ikke havde tillid til et nyt forsøg, gaves ordre til, at begge grupper skulle gå tilbage til Mukden. Slaget ved Liaoyang tabtes på grund af Kuropatkins vankelmodighed og mangel på tillid til sig selv samt underførernes uduelighed. Japanerne, der mistede over 25.000 mand, var for udmattede til at forfølge russerne, der kun mistede noget over 16.000 mand. Japanerne indtog en defensiv stilling Liaoyang—Yentai, 2. armé vest for jernbanen, 4. arme øst for samme 1. armé ved Yentai og rytteri ved Bianyupusa. Kuropatkin ville have opgivet Mukden, hvad dog Alexejev forhindrede, men efter at hæren var blevet forstærket, så at den talte 223.500 mand, meldte han 9. september til zaren, at han ville anlægge et befæstet brohoved ved Hunho-floden, bag hvilken den øvrige hær, hvis moral var hævet, skulle tage stilling for at slå japanerne, når de først var blodigt afviste. I slutningen af september besluttede Kuropatkin, navnlig da han fik at vide, at Alexejev havde indstillet ham erstattet med en storfyrste, at rykke offensivt frem. Hæren inddeltes i: vestafdelingen, Bilderling: 2 korps, østafdelingen, Stackelberg: 3 korps og 1 kosak-division. Reserven: 2 korps, desuden 2 flankedækninger: Dembrovski i vest, Rennemkampf i øst samt en mindre styrke yderst til venstre. Dispositionen bestemte, at fremrykningen skulle begynde 5. oktober og meddelte, at japanerne, 144.000 mand stærke (i virkeligheden en del mindre), indtog en defensiv stilling nord for Liaoyang med en brigade fremskudt til Bianyupusa. Kuropatkin gav desuden mange overflødige råd, rådede sine underførere til at vise forsigtighed. Hans plan gik ud på at lade vestafdelingen optræde demonstrativt, mens østafdelingen skulle omgå modstanderens højre fløj for at afskære ham fra Pensiho. En stor fejl var, at planen meddeltes zaren, så den blev bekendt i Petrograd og derfra telegraferedes til Tokyo. Oyama havde dog den 6. fået delvis kendskab til planen fra papirer, fundet hos en falden russisk officer.

### Slaget ved Schaho
Så snart han fik melding om russernes fremrykning, besluttede han at optage kampen, og det store slag ved Schaho, der varede til 17. oktober og bragte russerne et tab af 40.770 mand, mens japanerne mistede 30.000, begyndte. Russerne rykkede meget langsomt frem. Kampen var ofte kritisk for japanerne, der også gik offensivt frem, og i virkeligheden uafgjort, da Kuropatkin ikke nåede sit mål, men trods sin store overlegenhed blev kastet tilbage til Schaho, tæt syd for hvilken japanerne indtog en befæstet stilling. Japanerne sejrede, medens russerne havde vist sig uskikkede til offensive operationer og var blevet moralsk svækkede. Hele vinteren stod hærene tæt over for hinanden og gravede sig ned og befæstede stillingerne.
Kuropatkin lod udarbejde planer for offensiven; men i virkeligheden ville han ikke angribe på ny, før de lovede forstærkninger, i alt ca. 60.000 mand, var kommet. Han forlangte yderligere 100.000 mand, hvad Alexejev anså for urimeligt. Da han 26. oktober bortkaldtes, blev Kuropatkin øverstbefalende, og han inddelte nu sin styrke i tre hære: I, Lenevitsch, 4 3/4 armékorps, østligst i egnen Sintsintin—Gaotulin pas; III, Kaulbars, først 3, senere 4, korps i den 60 km lange stilling ved Schaho, der befæstedes, II, Gripenberg (kom først 13. december), 3 korps, fremskudte til Hunho syd for Sandepu, uden befæstninger, i en front på 30 km. Skønt Kuropatkin ved årets slutning rådede over 372 bataljoner, 172 eskadroner og 1156 kanoner, ønskede han yderligere forstærkninger, så at endnu et korps og 2 skyttebrigader mobiliseredes. Til grund for sin uvirksomhed angav han nu mangel på forplejning i stillingernes magasiner, som måtte fyldes ved 3 feltbaner, hvad der tog lang tid. Han forudså dog, at ved Port Arthurs fald vilde Oyama få en forstærkning på 60 à 70.000 mand, og planer udarbejdedes til at slå ham forinden. Tanken om at angribe japanernes venstre fløj optoges atter, men opsattes, til de sidst mobiliserede tropper var indtrufne.
Imidlertid kapitulerede Port Arthur 2. januar, og Kuropatkin indså nu nødvendigheden af at handle, men han var uenig med Gripenberg uden i dette, at man alligevel skulle afvente ankomsten af de sidste forstærkninger, inden man selv tog offensiven. Foreløbig greb han general Mischtschenkos allerede i oktober fremsatte plan om at lade en større rytterstyrke og noget fodfolk gøre et tog i fjendens ryg for at ødelægge jernbanebroen ved Haitscheng (220 m lang) og en del mindre broer for at hindre Nogis transport mod nord, desuden skulle navnlig hovedmagasinerne i Yinkou ødelægges. Allerede 9. januar var Mischtschenko i stand til med 7000 sabler at afmarchere fra Sifantai mod Yinkou (139 km borte) i 3 kolonner, og opdagedes først dagen efter af japanerne, som dog fik tid til at sende fodfolk derhen, så at angrebet den 12. mislykkedes, ligesom den store bros ødelæggelse. Kun Niutschuang var undervejs blevet hærget og derefter besat af japanerne, så at tilbagemarchen var forbunden med mange vanskeligheder. Med et tab af 408 mand og 183 heste nåede styrken 16. til Sifantai og opløstes derefter.

### Slaget ved Sandepu
Men nu blev den russiske offensiv til alvor; allerede 19. januar var ordren dertil udarbejdet. Angrebet skulle 25. januar begyndes af II armé, men III og I skulle først gribe ind, når førstnævnte havde opnået gode resultater; japanerne fik således lejlighed til at træffe modforanstaltninger. Således opstod Slaget ved Sandepu, der atter bragte russerne nederlag på grund af fejle anordninger; thi af den store styrke, som Kuropatkin rådede over, kom kun 96.218 geværer, 8.880 sabler og 416 kanoner i virksomhed. Årsagen hertil var, at der såvel på russernes højre som venstre fløj indgik falske meldinger, og at navnlig under slaget, som varede til 29. januar, en samvirken mellem chefen for 11 armé og overgeneralen var meget vanskelig. I virkeligheden blev japanerne overraskede ved II armés angreb, og selv om de 50.000 mand, som efterhånden deltog i kampen omkring Sandepu, reddede situationen for Oyama, ville hans hære næppe have kunnet holde deres stillinger, når II armé ikke var blevet beordret tilbage, og Kuropatkin havde ladet også sine andre hære rykke frem. Slaget kom til at koste russerne 11.732 og japanerne 8900 mand, og viste atter, at overgeneralen ikke kunde tåle selvstændighed hos sine underførere. Begge hære indtog atter i hovedsagen de samme positioner som før slaget. Gripenberg rejste 30. januar »på grund af svækket helbred« tilbage til Petrograd, hvortil også Stackelberg beordredes, mens flere underførere fik skarpe irettesættelser for deres dygtige initiativ. Befalingen over II armé gaves dernæst general Kaulbars, der sendte en ikke ringe styrke til egnen vest for Hunho, hvorhen også japanerne detacherede. Yderligere forsøgte de 12. februar i forbindelse med Kunguser at afbryde jernbanen 230 km nord for Kharbin, hvad der en kort tid lykkedes, indtil russiske tropper fordrev dem. 18. februar sendtes et rytterkommando til den store bro ved Haitscheng; det lykkedes at ødelægge den, men broen blev snart istandsat.

### Slaget ved Mukden
Imidlertid nærmede Nogi's hær sig fra Port Arthur den russiske hærs højrefløj, og Kuropatkin besluttede så omsider at gribe offensiven den 25 februar, men Oyama kom ham atter i forkøbet, og således opstod indtil 10. marts det afgørende slag ved Mukden, hvor efter de russiske hære førtes tilbage til Tielin, forfulgte af japanerne. Kuropatkin blev 15. marts afskediget og erstattet af Lenevitsch; han fik dog befalingen over I armé, mens overgeneralen førte hæren tilbage til Sipingai. Her blev den reorganiseret, tabene erstattede, og nye forstærkninger tilførte, så at hæren i slutningen af juli talte 600.000 kombattanter. Også japanerne, der dog ikke var nået længere frem end til Tielin, bragte deres hære op til 380.000 mand, men underlegenheden var for stor til at vove større operationer. Der imod forsøgte de efter søslaget ved Tsushima 27. maj at erobre øen Sachalin, hvor kun få russiske stridskræfter opholdt sig. Ved hjælp af flåden landsattes fra 7. juli en division ved Kovsakovsk; ved Mauuka toges en større styrke til fange, resten ved Onol, efter at hovedstaden Alexandrovsk var erobret 24. Juli.

### Nordkorea
Til Nordkorea sendtes ca. 35.000 mand, som uden videre kamp nødsagede de langt underlegne russere til at gå tilbage til Tjumen.

### Fredsforhandlinger
Kommandanten i Vladivostok, General Kasbek, frygtede efter slaget ved Tsushima for et angreb, og udfoldede megen energi for med 60.000 felt- og 15.000 fæstningstropper at holde fæstningen og den syd for liggende kyst, men et alvorligt angreb blev ikke forsøgt. Allerede 8. juni opfordrede præsident Roosevelt de krigsførende til at indlede fredsunderhandlinger, men først i begyndelsen af august begyndte disse i Portsmouth (Nordamerika) mellem ministerpræsident Witte og udenrigsminister, baron Komura, foruden de to magters gesandter i Washington.
Først 5. september kom fredspræliminærerne — Japan fik overherredømmet i Korea, forpagtningen af Kwantung og den sydlige del af Sachalin — i stand, der ratificeredes 15. oktober, thi begge parter var trætte af krigen og havde ikke udsigt til at opnå mere. Japan havde dog haft en udgift af 2.214 mip. kr. og trængte til penge, men Rusland ville ikke give nogen krigsskadeserstatning, fordi dets krigsudgifter gik op til 2.900 mio. kr og en stor del af befolkningen havde været imod krigen, lige som der også opstod en alvorlig revolutionær bevægelse. Tabet af døde, sårede og savnede var for Rusland 217.900 (16 %), for Japan 254.700 (21,2%).

## Operationer til søs
Ved krigens udbrud rådede Rusland i Østasien over 7 slagskibe, 4 panserkrydsere, 7 beskyttede krydsere, 25 torpedojagere og 10 torpedobåde, 10 kanonbåde med 188.000 t deplacement, mens Japan rådede over 7 slagskibe, 8 panserkrydsere, 18 beskyttede krydsere, 19 torpedojagere, 83 torpedobåde samt 11 kanonbåde med 262.000 t deplacement.
Da Japan ikke kunde forøge sin panserflåde, mens russerne endnu havde mange skibe i Europa, var det i høj grad interesseret i straks at tilføje Den kejserlige russiske flåde et føleligt nederlag for at blive herre til søs, hvilket også var betingelsen sine qua non for at kunne overføre troppetransporter til Korea. Dette forklarer Japans hensynsløse overfald natten 8.—9. februar på den del af modstanderens flåde, der lå til ankers på Port Arthurs red, samtidig med at foranstaltninger blev trufne til at erobre 2 meldte fjendtlige skibe ved Chemulpo og til at standse Vladivostok-eskadren (admiral Jessen) i Korea-strædet, hvis den — hvad der var rimeligst — søgte at forene sig med Port-Arthur-eskadren (viceadmiral Stark). Overfaldet udførtes af 18 torpedobåde, der udsendtes fra admiral Togo's slagflåde, som lagde sig til ankers 60 kvartmil fra fæstningen, og det lykkedes ved de udskudte torpedoer at tilføje »Retvisan«, »Cæsarevitsch« og »Pallada« så store havarier, at de måtte sendes tilbage til havnen, under eftermiddagen blev afstanden 3 à 4.000 m. Kort efter blev admiral Witthøft dræbt på »Cæsarewitsch«, hans stabschef og skibschefen hårdt sårede, mens skibets rorledning beskadigedes, og derved kom den russiske linje i fuldstændig uorden. Admiral Uchtomski, som derefter overtog kommandoen, bestemte sig nu til at vende tilbage til Port Arthur, hvilket signal dog ikke blev forstået eller fulgt af alle. Navnlig brød krydserne under kontreadmiral Reitzenstein først ud og fulgtes af en del torpedofartøjer, hvorved de til Port Arthur tilbagevendende 5 panserskibe, »Palluda« og 3 jagere kom i en vanskelig stilling over for de fjendtlige, som hele natten igennem forsøgte at ramme dem med deres torpedoer. De nævnte skibe nåede dog Port Arthur 11. august om morgenen. Af den øvrige flåde styrede »Cæsarewitsch« mod Vladivostok, men den måtte 11. august om aftenen søge ind til Kiauschau, hvortil »Novik« og en jager var ankommet i forvejen. Medens »Novik« 12 august slap ud af havnen igen, blev de to andre afvæbnede. »Cæsarewitsch« var blevet ramt af 15 30,5 cm's granater og havde lidt meget. To andre jagere, som ankom 12. august, blev ligeledes afvæbnede. »Askold« og en jager nåede 12. august Yangtsekjang, hvor de fik samme skæbne. »Diana« nåede efter mange oplevelser 24. august Saigon, men måtte også her give fortabt. »Novik« der var sluppet gennem van Diemens strædet øst om de japanske øer til La Perouse strædet, blev her 19. august opdaget af 3 japanske krydsere og den følgende dag angrebet i Korsakovsk-bugten (øen Sachalin); Krydserne måtte dog trække sig tilbage. Men da skibet havde lidt meget og japanerne holdt sig i nærheden, blev det forsænket. Endelig strandede een jager på Shantung.
Foruden af materiel led russerne et tab af 82 døde og 424 sårede (af i alt 6100 mand), mens japanernes tab var 70 døde og 170 sårede (af ca. 7.000 mand). Japans materielle tab var ikke stort, da torpedobådenes angreb havde frembragt et yderst tarveligt resultat. Den russiske flådes betydning i Port Arthur var nu betydelig formindsket, og den afgav en stor del af sit personel til landforsvaret. Fra 6. september overtog kontreadmiral Wirén befalingen. 14. august fandt endnu en kamp sted mellem admiral Jessen's 3 krydsere, der 2 dage forinden var sejlede Port-Arthur-eskadren i møde, og Kamimura's 4 større og 2 mindre krydsere i Korea-strædet. »Rurik« led under denne kamp så meget, at den måtte efterlades, mens Jessen med de to andre krydsere forfulgte af fjenden 16. august nåede til Vladivostok med et tab af i alt 440 mand. »Rurik« derimod måtte optage kampen med de 2 mindre japanske krydsere, og efter at 350 mand var dræbte eller sårede, sendtes skibet til bunds. Japanernes samlede tab var kun 124 Mand.
Med erobringen af det høje bjerg 6. december blev Port-Arthur-eskadrens skæbne beseglet, idet japanerne samme dag begyndte at beskyde den med deres 28 cm's haubitzer. Først sank »Retwisan«, »Pobieda«, »Pallada« og »Peresviet« i vesthavnen. 8. december åbnedes ilden mod »Amur«, »Bayan« og »Sevastopol« i østhavnen. Det sidste, skønt ramt af 5 svære granater, løb dog ud den påfølgende nat og nåede den Hvide Ulvs bugt, hvor den angrebes af torpedobåde og der efter sattes på grund. Fra 16. december var alle russiske krigsskibe i Østasien enten ødelagte eller ukampdygtige, og håbet stod nu alene til Østersøflåden, som 12. oktober forlod Libau. Den ødelagdes fuldstændig i søslaget ved Tsushima den 27. maj 1905 og derpå følgende dage.

## Krigens betydning i Danmark
Krigen havde en særlig stor betydning i Danmark, især for de folk som levede af søhandlen med Rusland. Ud over dette var Rusland på det tidspunkt et af de førende europæiske lande. Endelig og ikke mindst var Nikolaj den 2.s mor den meget afholdte danske prinsesse Dagmar, kendt i tiden som Kejserinde Dagmar (1847-1928). Hun var 1866 blevet gift med den senere zar Alexander den 3. af Rusland, Nikolaj var deres ældste søn og havde overtaget tronen efter sin far i 1894. Nikolaj var således barnebarn af den afholdte, afdøde Kong Christian den 9. af Danmark, 'Europas svigerfar' og nevø til den samtidige danske Kong Frederik den 8. Der var stærke bånd mellem den danske kongefamilie og den russiske zarfamilie.
Krigen havde så stor betydning, at dagbladet Politiken udgav en ny avis, Ekstrabladet, med seneste nyt fra krigen.

## Montenegro
Montenegro gik med i krigen for at hjælpe Rusland, men landet havde ingen flåde og var aldrig i rigtig krig mod Japan. Det var først, da Japan anerkendte Montenegros selvstændighed i 2006, at der blev indgået en formel fredsaftale.